# エンブラエル EMB-314
エンブラエル EMB-314 スーパーツカノ
ブラジル空軍のA-29B
- 用途：COIN機
- 製造者： エンブラエル
- 運用者
  -  ブラジル（ブラジル空軍）
  -  コロンビア（コロンビア空軍）
  -  チリ（チリ空軍）
  -  アフガニスタン（アフガニスタン空軍）
- 初飛行：1999年6月2日
- 生産数：260機以上[1]
- 運用開始：2003年
- 運用状況：現役
- 原型機：EMB-312H

エンブラエル EMB-314は、ブラジルの航空機メーカー、エンブラエル社が開発したEMB-312 ツカノをベースにしたターボプロップ単発の軽攻撃機。愛称はスーパーツカノ(Super Tucano)。ブラジル空軍では、単座型は「A-29」、複座型では「AT-29」の名称を付与している。

## 開発

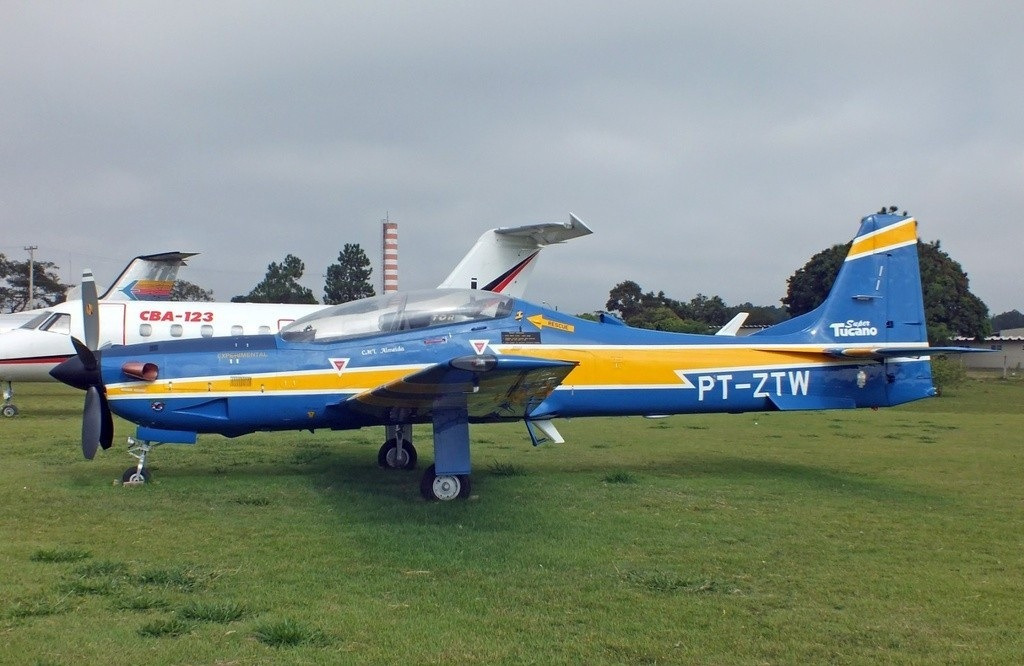
原型となったEMB-312H

エンブラエル社は、EMB-312がターボプロップ練習機として成功を収めたこともあり、アメリカ空軍とアメリカ海軍の統合基本航空機訓練システム計画(JPATS計画)に対してEMB-312の発展型EMB-312Hを提案することとし、1991年1月から開発作業を開始した。EMB-312Hは1991年9月9日に概念実証機が初飛行し、アメリカ国内で販売活動が行われたが、JPATSには採用されなかった。
一方、ブラジル空軍では材木の不法伐採・汚染、麻薬売買などの不法行為に対する国境監視能力を強化するためにアマゾン監視システム(SIVAM)計画を立て、早期警戒管制機やリモートセンシング機（後のエンブラエル R-99）とともに軽攻撃機(ALX)の導入を決定した。このALXとして検討されたのがEMB-312Hを活用する案で、機体構造やシステムに改修が加えられることになり、機体名称もEMB-314に変更された。ALXにはEMB-314Mの名称で提案され、1995年8月18日に開発契約が与えられて1996年5月に初飛行した。
ブラジル空軍は単座型(A-29)49機と複座型(AT-29)50機（内30機はEMB-326GBシャバンチの後継となる高等練習機として運用）の計99機の採用を決定。1999年5月28日に単座型の試作初号機YA-29がロールアウトし、1999年12月にはイスラエルのエルビット・システムズ社が電子機器の供給企業に選定された。A/AT-29は2001年5月に初期作戦能力(IOC)を獲得する予定だったが、ブラジル空軍の正式発注が2001年8月まで遅れたため、量産機の引き渡しは2003年12月から開始された。

## 機体構成

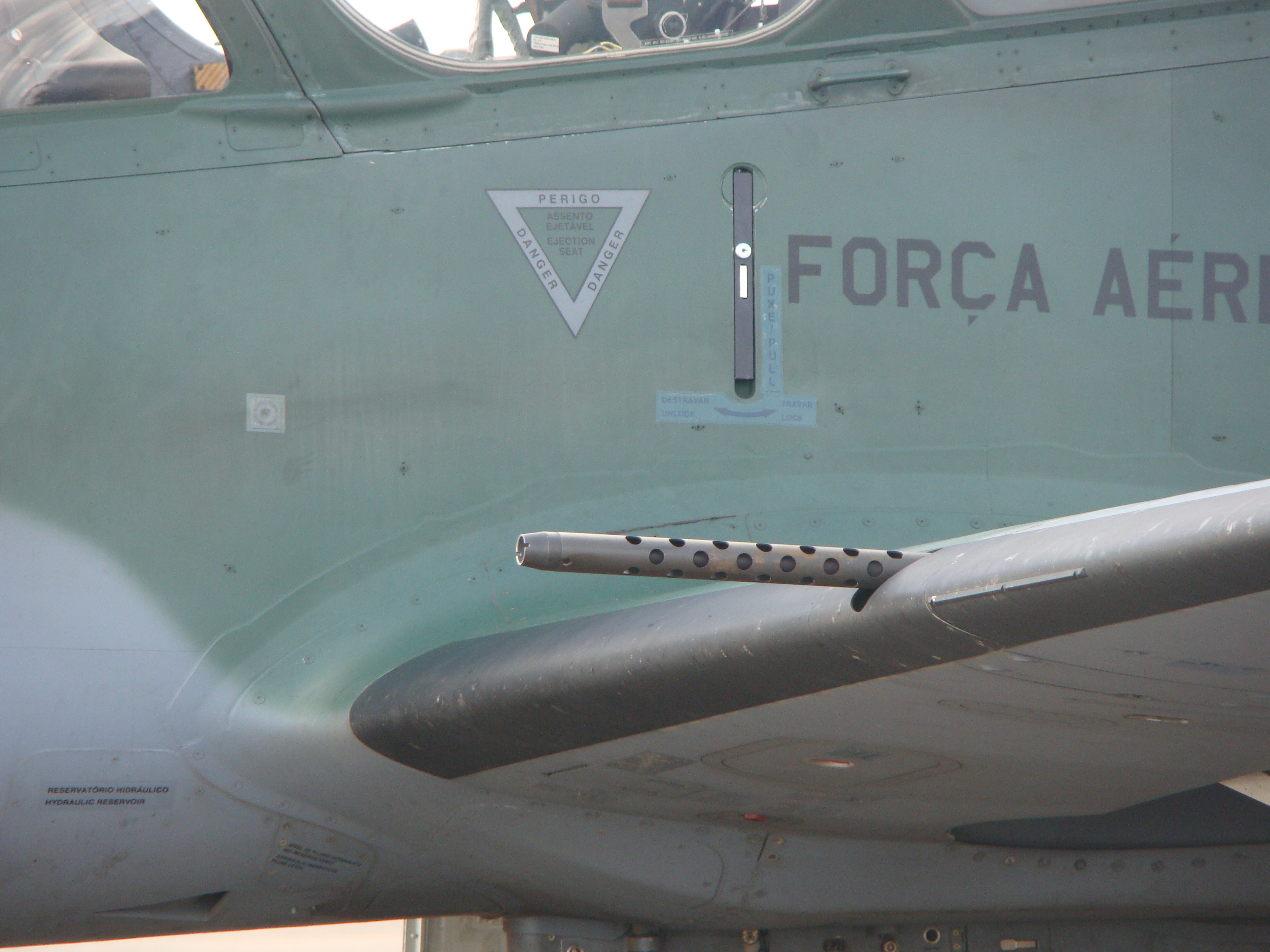
主翼に装備された12.7mm機銃

EMB-314はエンジンがプラット・アンド・ホイットニー・カナダ製PT6A-68に換装されてEMB-312よりも大幅にパワーアップしており、強化された軸出力を吸収するためプロペラブレードは3翅から追加されて5翅となった。空虚重量および最大離陸重量が約70%も増大し、重心位置を調整するために機体はコクピット前方で0.37m、後方で1.00m延長され、主翼もEMB-312と基本構造こそ同じだが形状の変更が行われている。
コクピットはタンデム複座（単座型は後席を塞ぐことで単座化が行われている）で、前後席ともに15.2×20.3cmの多機能表示装置が2基、前席のみヘッドアップディスプレイ(HUD)とアップフロントコントロールが設置されたグラスコックピットとなっており、HOTAS概念も導入された。コクピットの照明は暗視ゴーグル対応型で、座席にはマーチンベーカー社製Mk.10LCXゼロ・ゼロ射出座席を装備する。
主翼下には計4ヵ所、胴体下には1ヵ所のハードポイントが設置され、主翼内には左右各1挺の12.7mm機銃が装備されている。搭載可能な武装はブラジル国産のピラニア空対空ミサイル、ロケット弾ポッド、レーザー誘導爆弾、20mm機関砲ポッドなど。他にも、機体にはFLIR、レーダー警戒受信機、ミサイル警報装置、チャフおよびフレアのディスペンサーが搭載されている。

## 海外輸出
軽攻撃機として高い評価を受けており、これまでにコロンビア、ドミニカ共和国、チリ、エクアドル、アメリカなど各大陸10カ国以上から発注を獲得している。また、アメリカの民間軍事会社であるブラックウォーターUSA社が特殊作戦支援用に導入を計画しており、乗員訓練用として1機を導入している。
2013年には、アメリカ空軍がアフガニスタンへ供与する軽攻撃機となる軽航空支援(LAS)計画においてA-29が選定された。これを受けてジャクソンビル国際空港の施設内に最終組み立てラインの工場が新設され、翌年9月25日にアメリカ製の最初のA-29がロールアウトした。アメリカ空軍の軽攻撃機計画OA-XにもAT-6Bと並んで候補となっていたが、この計画は2018年12月に無期限延期となっている。代わって2020年から始まった軽攻撃実験計画（Light Attack Experiment計画、LAE計画）で2機が1億2,900万ドルでアメリカ空軍に調達され、AT-6Eとの比較試験が行われている。
2015年6月には、国際航空ショーに当機を出展した結果、複数のアフリカ諸国空軍関係者との商談が纏まり、その後エンブラエルは、マリから6機、ガーナから5機受注したと発表した。
2023年4月に、NATO加盟国向けに機能を追加したA-29Nを発表した。

## 採用国
アフガニスタン
カーブル陥落後の運用状況は不明。
 アンゴラ
 ブラジル
 ブルキナファソ
 チリ
2008年4月21日に12機の導入を決定し、オプション契約で8〜12機の追加購入も検討している。
 コロンビア
2005年12月7日に25機を発注、2006年12月7日からデリバリー開始。
 ドミニカ共和国
2024年時点で、ドミニカ共和国空軍が8機のEMB-314を保有。
 エクアドル
 インドネシア
 レバノン
 マリ
 モーリタニア
 パナマ
2025年4月、パナマ航空海上保安庁が4機のスーパーツカノ導入を決定した。
 パラグアイ
パラグアイ空軍が6機を発注し、2025年6月30日に4機が納入された。
 フィリピン
2017年にフィリピン空軍向けに6機のA-29を発注し、2020年9月から受領開始。
 ポルトガル
2024年12月に、ポルトガル空軍向けに12機のA-29Nを発注した。
 トルクメニスタン
2024年時点で、トルクメニスタン空軍が5機のEMB-314を保有。
 アメリカ合衆国
民間軍事会社のブラックウォーターUSA社が購入。アメリカ空軍もアフガニスタン空軍のパイロット教育用に第81戦闘飛行隊にて運用し、現在も友好国向けのパイロット教育に用いている。
 ナイジェリア
2017年4月に12機の輸出が承認される見込みであると発表され、2021年8月31に初号機が導入された。

## 性能諸元
出典: EMBRAER (2013年5月3日). “Super Tucano - folder” (PDF) (英語). 2015年1月20日閲覧。
EMBRAER (2007年12月4日). “Super Tucano Brochura” (PDF) (英語). 2015年1月20日閲覧。
諸元
- 乗員: 2名
- 全長: 11.30m （37ft 04in）
- 全高: 3.97m （13ft 0in）
- 翼幅: 11.14m（36ft 06in）
- 空虚重量: 3,200 kg （7,055 lbs）
- 有効搭載量: 1,550 kg （3,420 lbs）
- 最大離陸重量: 5,400 kg （11,905 lbs）
- 動力: プラット・アンド・ホイットニー・カナダ PT6A-68C ターボプロップエンジン、1,196 kW （1,600 shp）   × 1基

性能
- 最大速度: 590 km/h=M0.48 （319 kts）
- 巡航速度: 520 km/h=M0.42 （280 kts）
- フェリー飛行時航続距離: 2,855 km （1,541 nmi）
- 実用上昇限度: 10,668 m （35,000 ft）
- 離陸滑走距離: 900 m （2,950 ft）
- 着陸滑走距離: 860 m （2,820 ft）

武装
- ハードポイント×5ヶ所
- 固定武装: M3P 12.7mm機銃×2基 (両翼)
- ロケット弾: CRV7
- ミサイル: MAA-1空対空ミサイル
- 爆弾: Mk.81/82 LDGP、Mk.82 LGB
- アビオニクス: MIL-STD-1553B対応; FLIR, RWR

## 派生型
- EMB-314：エンブラエル社での名称
- A-29：ブラジル空軍での単座型（軽攻撃機専任タイプ）の呼称。アメリカ空軍での公式名称でもある。
- AT-29：ブラジル空軍での複座型（高等練習機兼軽攻撃機タイプ）の呼称
- A-29N：NATO構成国向けのアップデート版[12]。

## 参考資料
- The International Institute for Strategic Studies (IISS) (2024) (英語). The Military Balance 2024. Routledge. ISBN 978-1-032-78004-7
- 青木 謙知 編『Jwings戦闘機年鑑 2007-2008』イカロス出版、2007年。ISBN 4871499391。